# Pleurostoma candollei
Pleurostoma candollei är en svampart som beskrevs av Tul. & C. Tul. 1863. Pleurostoma candollei ingår i släktet Pleurostoma och familjen Pleurostomataceae.   Inga underarter finns listade i Catalogue of Life.